# ʻOfa Guttenbeil
ʻOfa Guttenbeil ou ʻOfa-Ki-Levuka Louise Guttenbeil Likiliki est une cinéaste et activiste féministe aux Tonga et dans le Pacifique.

## Biographie
ʻOfa-Ki-Levuka Louise Guttenbeil est née en Nouvelle-Zélande de parents originaires de Tonga. Ils ont immigré dans les années 1970, pour travailler dans l'industrie qui était en pleine expansion. ʻOfa Guttenbeil a 3 frères et sœurs plus âgés qui sont tous nés aux Tonga et ont grandi en Nouvelle-Zélande. Elle revient au Tonga en 2000. Elle obtient un bachelor of arts et une maîtrise en cinéma, télévision et médias à  l'Université d'Auckland. Elle obtient un diplôme d'études supérieures en journalisme audiovisuel international de la Fondation Thomson en collaboration avec l'Université de Cardiff, au Pays de Galles. Elle obtient également un bachelor en droit à l'Université du Pacifique Sud.
Elle travaille comme DJ, présentatrice, productrice pour Radio & TV Tonga. Elle anime Juice Music produit par Television Tonga et le programme de vidéoclips indigènes des Tonga, Talamahe'a.

## Activisme
En 2005, ʻOfa Guttenbeil fonde et travaille comme coordinatrice du Women's Action Group for Change, exhortant le gouvernement à permettre aux femmes de participer aux consultations gouvernementales concernant l'éducation, la réduction de la pauvreté et le développement économique.
En 2009, ʻOfa Guttenbeil crée et dirige le Women and Children Crisis Centre. Ce centre a pour objectif l'aide aux victimes et l'élimination de la violence domestique. Il gère un centre d'hébergement d'urgence ouvert 24 heures sur 24, une aide les victimes avec des conseils, un soutien et un plaidoyer.
Un rapport de 2009 indique que 79 % des femmes tonganes sont ou ont été victimes de violences physiques ou sexuelles. L'étude Ma'a Fafine Mo e Famili (MFF) de 2012 montre 75 % de femmes tonganes ont subi des violences de la part d'hommes. En 2013, le parlement tongan adopte un projet de loi sur la protection de la famille pour informer les victimes de leurs droits et des procédures légales, permettre à la police d'émettre des ordonnances de protection d'urgence et crée un comité de surveillance.
En 2012, ʻOfa Guttenbeil soutient les propositions de réforme agraire pour le progrès de l'égalité dans la société tongane. Les Tonga n'ont eu que 4 femmes élues au gouvernement depuis les années 1950. Pour ʻOfa Guttenbeil, la représentation politique et la participation à la gouvernance est une priorité.
Elle milite pour la ratification de la CEDAW. Le 9 mars 2015, le gouvernement tongan décide de ratifier la Convention avec des réserves. En 2022, les îles Tonga n'ont toujours pas ratifié la CEDAW,.

## Réalisations
- 2011 : Pink Hibiscus
- 2014 : Dear Tita
- 2017 : The Black Pen
- 2019 : Vai

## Distinctions
- prix des droits de la personne de la Commission du Pacifique Sud (SPC), 2010
- prix des droits de la personne de la Communauté du Pacifique (CPS), 2015
- Prix activiste, pour Pink Hibiscus, Festival mondial du film sur le changement social (GSCFFI), 2011
- prix du meilleur projet, Masterclass Pan-Pacific Media Project, pour Dear Tita, 2014[14]